# Пиль, Роже де
Роже де Пиль (фр. Roger de Piles, 7 октября 1635, Кламси — 5 апреля 1709, Париж) — французский живописец, гравёр, теоретик искусства и дипломат.

## Биография
Роже де Пиль происходил из знатного рода Невера. Учился в Невере, Осере. В Париже брал уроки живописи у Клода Франсуа. С 1682 года служил секретарём посланника Франции в Венеции, с 1685 года был на дипломатической службе в Германии, Австрии и Португалии. В 1692 году, во время военных действий, будучи сотрудником дипломатической миссии в Голландии, был арестован в Гааге и заключен в тюрьму на пять лет. Освобождённый в 1697 году, он вернулся в Париж.
Роже де Пиль был известным в Париже коллекционером картин и рисунков, знатоком и мастером атрибуций произведений искусства. В 1699 году он стал почётным членом Королевской академии живописи. Роже де Пиль одним из первых высоко оценил творчество Рембрандта и Рубенса, чем внёс свой вклад в дискуссию «классиков» и «романтиков», известную в истории искусства под названием «Спор о древних и новых». Последние годы посвятил теоретическим трудам и живописи. Скончался в Париже 5 апреля 1709 года. Похоронен в парижской церкви Сен-Сюльпис.

## Теоретические труды
В 1677 году Роже де Пиль опубликовал сочинение «Беседы о понимании живописи и о том, как должно судить о картинах». В 1681 году — «Рассуждения о произведениях знаменитейших художников» (Dissertation sur les ouvrages des plus fameux peintres...), а в 1699 году прибавил к ним «Краткие жизнеописания» (Abrégé de la vie des peintres), написанные в подражание Дж. Вазари. В этом сочинении он разделил понятия «манеры» и «стиля». Манеру он отнёс к индивидуальности художника, а стиль — к общим проявлениям искусства определённой эпохи и школы. При этом достижения разных мастеров он оценил в «баллах». По композиции высшую оценку Роже де Пиль поставил Рубенсу (18), на балл ниже (17) получил Рафаэль, Пуссену он поставил 15 баллов, Микеланджело — 4. По рисунку первое место получил Рафаэль (18), а на последнем месте оказался Рембрандт (6). По цвету высшую оценку получили Джорджоне и Тициан (18). В 1708 году Роже де Пиль опубликовал основанный на «принципах» «Курс живописи» (Cours de peinture par principes, avec une Dissertation).
Роже де Пиль подчёркивал значение искусства гравюры, которое может «освежить память или укрепить знания» читателя и любителя искусств. Просветительское значение искусства гравюры (эстампа) он сформулировал в кратких тезисах:
- развлекать имитацией, представляя нам видимые вещи по их изображениям;

- инструктировать сильнее и быстрее, чем говорить;

- сократить время перечитывания забытых вещей;

- представлять отсутствующие вещи, как если бы они были перед нашими глазами;

- обеспечивать средства для сравнения, потому что они занимают мало места (в отличие от музеев);

- формировать вкус к хорошим вещам и изобразительному искусству. С точки зрения искусства эстампы — это свет беседы и реальное средство общения авторов[7].

## Публикации текстов
- Спор о древних и новых : сборник : Пер. с фр / Сост., вступ. ст., с. 7–40, В. Я. Бахмутского ; Коммент. В. Я. Бахмутского, Н. В. Наумова. — М. : Искусство, 1985. — 471 с. — (История эстетики в памятниках и документах). — OCLC 24357975.